# OAABS-Schema
Das OAABS-Schema ist in der Feuerwehr und den anderen Rettungsdiensten gebräuchliches Handlungsschema und Führungsinstrument, um Befehle und Aufträge klar und frei von Missverständnissen zu übermitteln.
Im Kontext des OAABS-Schemas ist der Befehlsempfänger oft ein Zug- oder Gruppenführer.
- Orientierung: Was genau ist das Problem?
  - Welches Ereignis ist geschehen?
  - Wie viele Personen sind wie stark betroffen? Welche Verletzungen haben sie, welche Gefahren drohen ihnen?
  - Welche Maßnahmen wurden bereits umgesetzt?
- Absicht: Was ist meine Absicht bzw. mein Ziel als Auftraggeber?
- Auftrag: Welche konkrete Handlungen sollen die beauftragten Personen vornehmen? Wer macht was, wann, wo und womit?
  - Der Einsatzleiter kommuniziert hiermit, wie seine Absicht erfüllt werden soll.
  - Um Missverständnisse zu vermeiden und die Verantwortlichkeiten festzustellen, erhält jede Person nur einen Auftrag. Ebenso erhalten nicht mehrere Personen einen gemeinsamen Auftrag; d. h. die Verantwortung für die Ausführung des Auftrags liegt immer bei einer Person.
- Besonderes: Gibt es besondere Gefahren und Umstände, auf welche man die Befehlsempfänger aufmerksam machen muss? Werden besondere Hilfsmittel benötigt? Ebenso äußert der Auftraggeber Informationen, die für die Erfüllung des Auftrags hilfreich sind.
- Standort: Wo beziehungsweise wie ist der Auftraggeber zu erreichen?
  - Dies ermöglicht es, die Erledigung des Auftrags melden, beziehungsweise bei Problemen Unterstützung anzufordern.
  - Verlässt der Befehlsgeber seinen Standort, muss er vorher einen Stellvertreter bestimmen.

Bei Zeitnot wird ein Kurzbefehl verwendet; die Teile „Absicht“ und „Standort“ werden dann weggelassen.